# Volo CAAC Airlines 3303
Il volo CAAC Airlines 3303 era un volo di linea nazionale passeggeri dall'ex Aeroporto di Canton-Baiyun all'aeroporto di Guilin Qifengling, in Cina. Il 26 aprile 1982, un  servito da un Hawker Siddeley Trident operante sulla rotta, registrazione B-266, si schiantò contro una montagna durante l'avvicinamento verso la sua destinazione, provocando la morte di tutte le 112 persone a bordo.

## L'aereo
Il velivolo coinvolto era un Hawker Siddeley Trident, marche B-266, numero di serie 2170. Volò per la prima volta nel 1975 e venne consegnato nello stesso anno alla compagnia aerea dell'amministrazione dell'aviazione civile della Cina, la CAAC Airlines. Era spinto da 3 motori turboventola Rolls-Royce Spey 512. Al momento dell'incidente, l'aereo aveva circa sette anni.

## Passeggeri ed equipaggio
A bordo del Trident c'erano 104 passeggeri e 8 membri dell'equipaggio. Il comandante, Chen Huaiyao, era un esperto pilota di Trident della Zhongguo Renmin Jiefangjun Kongjun, l'Aeronautica cinese, che si era unito all'Amministrazione dell'Aviazione Civile della Cina nel 1982. Era il suo primo volo verso Guilin. Il copilota Chen Zaiwen, 31 anni, aveva prestato servizio nell'esercito e nell'aeronautica cinese.

## L'incidente
Alle 16:45, mentre il volo 3303 era in avvicinamento all'aeroporto sotto una forte pioggia, l'equipaggio voleva effettuare un avvicinamento da nord a sud. L'aeroporto non aveva radar; il controllore del traffico aereo giudicò erroneamente la distanza dell'aeromobile dall'aeroporto e ordinò ai piloti di scendere prematuramente. L'aereo impattò contro una montagna vicino alla città di Yangshuo, disintegrandosi all'impatto. L'incidente provocò la morte di tutte le 112 persone a bordo.
Tra le vittime vi erano l'entomologo americano Judson Linsley Gressitt e sua moglie.

## Le indagini
La probabile causa dell'incidente fu una cattiva gestione delle risorse dell'equipaggio, nonché comunicazioni inadeguate ed errate dal controllo del traffico aereo. Il comandante non aveva esperienza sulla rotta verso Guilin, e l'area è nota per le scogliere calcaree che rendono pericoloso l'atterraggio.
Tuttavia, una versione ritiene che l'incidente sia stato causato da un guasto all'autopilota. Secondo le indagini, l'aereo iniziò a rollare dopo la sua disattivazione dell'autopilota; il comandante si rese conto della situazione solo quando l'aereo era inclinato di 45 gradi, ma fraintese i dati dell'orizzonte artificiale e peggiorò la situazione. L'aereo finì sottosopra e si schiantò contro la montagna.